# ثورة البشرات (1499–1501)
ثورة البشرات الأولى كانت سلسلة من الثوراث التي بدأها السكان المسلمون في مملكة غرناطة التابعة لتاج قشتالة ضد الحكام الكاثوليكيين. بدأت الثورات بعام 1499 بمدينة غرناطة ردًا على التنصير الإجباري الذي كان يعتبر انتهاكا لمعاهدة غرناطة التي وُقعت بعام 1491. توقفت الثورة في المدينة بسرعة، ولكن اتبعتها ثورات أقوى في منطقة البشرات المجاورة. القوات الكاثوليكية، التي قادهًا أحيانًا الملك فرناندو بنفسه، نجحت في إخماد الثورات وألحقت عقوبات قاسية على المسلمين.

## خلفية
استخدم الحكام الكاثوليكيين هذه الثورات كمبرر للقضاء على معاهدة غرناطة وحقوق المسلمين التي ضمنتها.
كانت إمارة غرناطة آخر منطقة يحكمها المسلمون في شبه الجزيرة الإيبيرية. في يناير 1492، بعد حملة دامت عقدًا كاملًا، استسلم محمد الثاني عشر وسلم الإمارة للقوات الكاثوليكية التي قادها الحاكمان الكاثوليكيان فرناندو الثاني وإيزابيلا الأولى. معاهدة غرناطة، التي وُقعت بنوفمبر من عام 1491، ضمنت مجموعة من الحقوق لمسلمي غرناطة (مثل التسامح الديني والمعاملة الحسنة) مقابل الاستسلام.
في البداية، اتبع الحكام الكاثوليكيين المعاهدة. رغم ضغط رجال الدين الإسبانيين، اتخذ فرناندو ورئيس أساقفة غرناطة هيرناندو دي تالافيرا سياسة عدم التدخل مع المسلمين في أمل أن يجعلهم التواصل مع الكاثوليكيين «يفهمون أخطاء» دينهم ويهجرونه. عندما زار فيرناندو وإيزابيلا المدينة في صيف 1499، رحّب بهم حشد متحمس تضمن المسلمين.
في صيف 1499، فرانثيسكو خيمينيث دي ثيسنيروس، رئيس أساقفة طليطلة، وصل إلى غرناطة وبدأ بالعمل مع تالافيرا. لم يكن ثيسنيروس معجبًا بأسلوب تالافيرا وبدأ بإرسال من لم يتعاون من المسلمين (خصيصًا النبلاء) إلى السجن ليتعرضوا لمعاملة قاسية إلى أن يوافقوا على التنصير. حفز الازدياد في التنصير ثيسنيروس على زيادة مجهوده، وفي ديسمبر من 1499، أخبر البابا إسكندر السادس أن ثلاثة آلاف مسلم استنصروا في يوم واحد. حذر مجلس كنيسة ثيسنيروس أن هذه السُبل قد تكون انتهاكا للمعاهدة، ووصف الهاغيوغرافي ألفار غوميز دي كاسترو الطريقة بـ «سُبل غير سليمة.»

## الثورة في البيازين

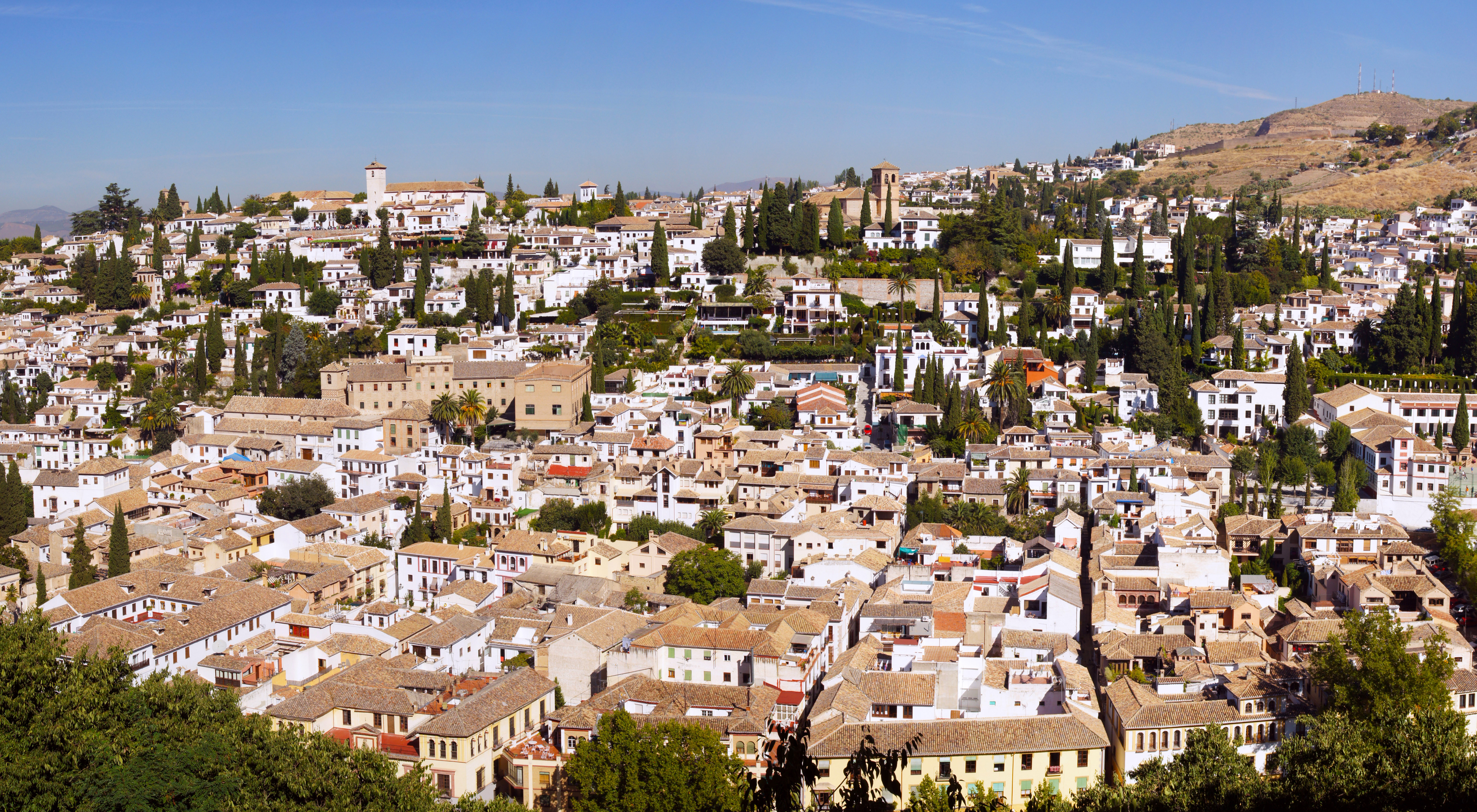
صورة من عام 2010 للبيازين حيث وقعت الثورة الأولى.

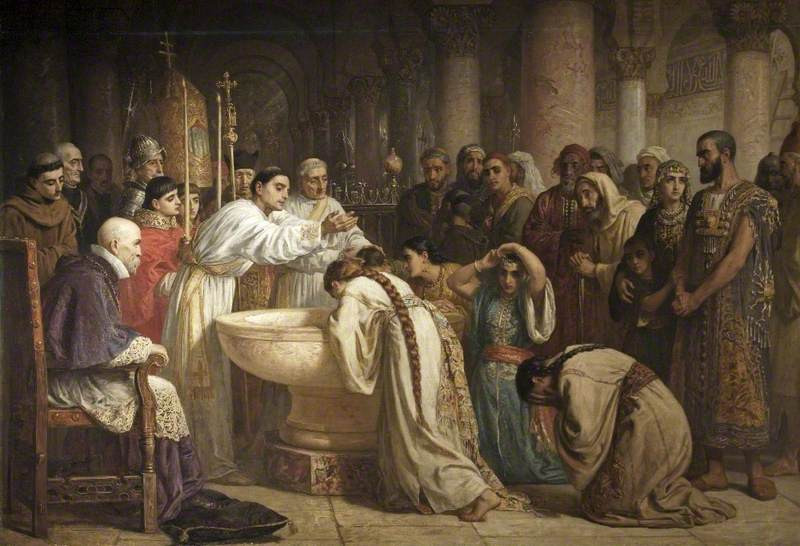
التنصير الإجباري الذي تم تحت يدا فرانثيسكو خيمينيث دي ثيسنيروس الذي كان انتهاكًا لمعاهدة غرناطة والسبب الرئيسي للثورة.

أثار التنصير الإجباري المتزايد المعارضة في منطقة البيازين (الربع الإسلامي في غرناطة). تفاقم الوضع بسبب معاملة معتنقي الإسلام من النصارى. منعت معاهدة غرناطة إجبار النصارى الذين اعتنقوا الإسلام على العودة إلى المسيحية، ولكن سمحت بإستجواب رجال الدين الكاثوليكيين للمعتنقين بشرط حضور السلطات المسلمة. استغل ثيسنيروس هذه «الثغرة» لإستدعاء المعتنقين وسجن من رفض منهم العودة إلى المسيحية. ركزت هذه الأعمال عادةً على زوجات الرجال المسلمين مما أغضب السكان الذين اعتبروا هذا انتهاكا لحقوق عائلاتهم.
في الثامن عشر من ديسمبر عام 1499، كجزء من هذا العمل، الشرطي فيلساكو دي بارينويفو ومساعد له أخذا امرأة من البيازين للإستجواب. بينما كانوا يقطعون ميدانًا، صرخت بأنها تُجبر على اعتناق المسيحية فحاط حشد عدائي بالمجموعة وقُتِل الشرطي بينما فر مساعده بعد أن آوته امرأة مسلمة من سكان المدينة. تصاعدت هذه الحادثة وباتت ثورة مفتوحة. أغلق سكان البيازين الشوارع وتسلحوا. انطلق حشد غاضب نحو منزل ثيسنيروس للهجوم. تشتت هذا الحشد لاحقًا، ولكن أصبحت الثورة أكثر تنظيمًا مع الأيام التالية. اختار سكان البيازين قادتهم بأنفسهم. خلال المواجهة التي ولت ذلك، حاول تالافيرا تهدئة الوضع بالمفاوضات وحسن المعاملة. بعد عشرة أيام، انتهت الثورة بعد أن سلم المسلمون الأسلحة وقتلة الشرطي الذين تعرضوا فورًا للإعدام.
بعد ذلك، تم استدعاء ثيسنيروس إلى المحكمة في إشبيلية ليحاسب على أعماله أمام فرناند غاضب. جادل ثيسنيروس بأن المسلمين هم من أخل بالإتفاقية بالثوران المسلح. أقنع فرناندو وإيزابيلا بأن يعفوا عن الثوار مقابل اعتناقهم المسيحية. عاد ثيسنيروس بعد ذلك إلى غرناطة التي أصبحت اسميًا مدينة مسيحية.

## الثورة في البشرات
رغم أن الثورة في البيازين انتهت وتحولت غرناطة اسميًا إلى مدينة مسيحية، انتشرت الثورة إلى الجانب الريفي. هرب قادة ثورة البيازين إلى جبال البشرات. سكان تلك الجبال، المسلمين بذلك الوقت، تقبلوا الحكم المسيحي بدون حماس. قاموا بسرعة للثوران لما اعتبروه انتهاكا لمعاهدة غرناطة، ولأنهم كانوا يخشون تلقي حتف التنصير الإجباري الذي ذاقه أهل البيازين. في فبراير من 1500، ذهب ثماني آلاف جندي مسيحي ليقمعوا الثورة. وفي مارس، وصل الملك فرناندو ليشرف شخصيًا على العملية.
كان الثوار جيدون من الناحية التكتيكية واستغلوا الجبال ليمارسوا حرب عصابات، ولكنهم افتقروا لقيادة مركزية وإستراتيجية متماسكة. كان أحد الأسباب هو السياسة القشتالية السابقة التي شجعت الطبقة الغرناطية العالية على مغادرة البلاد أو التنصير والانخراط مع الطبقة المسيحية العالية.
هُزمت المدن والقرى الثائرة في البشرات تدريجيًا. قاد فرناندو بنفسه الهجوم على لانخارون. أُجبر الناجون من الثوار على التعميد للمحافظة على حياتهم. عوملت المدن التي قاومت بطريقة قاسية. حدثت واحدة من أعنف الحلقات في أندرش، حيث أخذت القوات المسيحية تحت de Beaumont, 2nd Count de Lerín|لويس دي بومون ثلاثة آلاف سجين مسلم وذبحتهم. تعرض بين المئتين للست مئة من النساء والأطفال الملتجئين بمسجد للتفجير بالبارود. خلال الهجوم على فيليفايكوي، تعرض جميع الرجال للقتل والنساء للاستعباد. في نايجار وغويخار سييرا، تعرض جميع السكان للإستعباد إلا الأطفال الذين أُخذوا ليتربوا على المسيحية.
في الرابع عشر من يناير 1501، طلب فرناندو من جيشه التوقف لأن الثورة بدت مُخمدة. لكن، حدث المزيد من الحركة في Bermeja|بيرميخا، فتوجه جيش بقيادة ألونسو دي أجويلار، أحد أبرز القادة في إسبانيا، لإخمادها. في السادس عشر من مارس، واجه أفراد الجيش توقًا للنهب الثوار، ولكنهم تعرضوا لرد قوي أنتج كارثة للجيش المسيحي. أجويلار نفسه مات وكاد يُدمر الجيش.
ولكن، سرعان ما طالب المسلمون السلام، وفرناندو، مدركًا ضعف الجيش وصعوبة الحرب في الجبال، أعلن أن للثوار خيارين إما النفي أو التعمد. فقط أولئك الذين استطاعوا دفع عشر دنانير ذهبية غادروا، أما الذي لم يستطع بقى وتعمد. استسلم الثوار بموجات إبتدت من منتصف أبريل، لأن البعض انتظر ليرى إن كان من تنصر فعلًا آمنًا. رافق المهاجرون جنودًا إلى ميناء أسطبونة وافسح لهم الطريق للشمال الأفريقي.

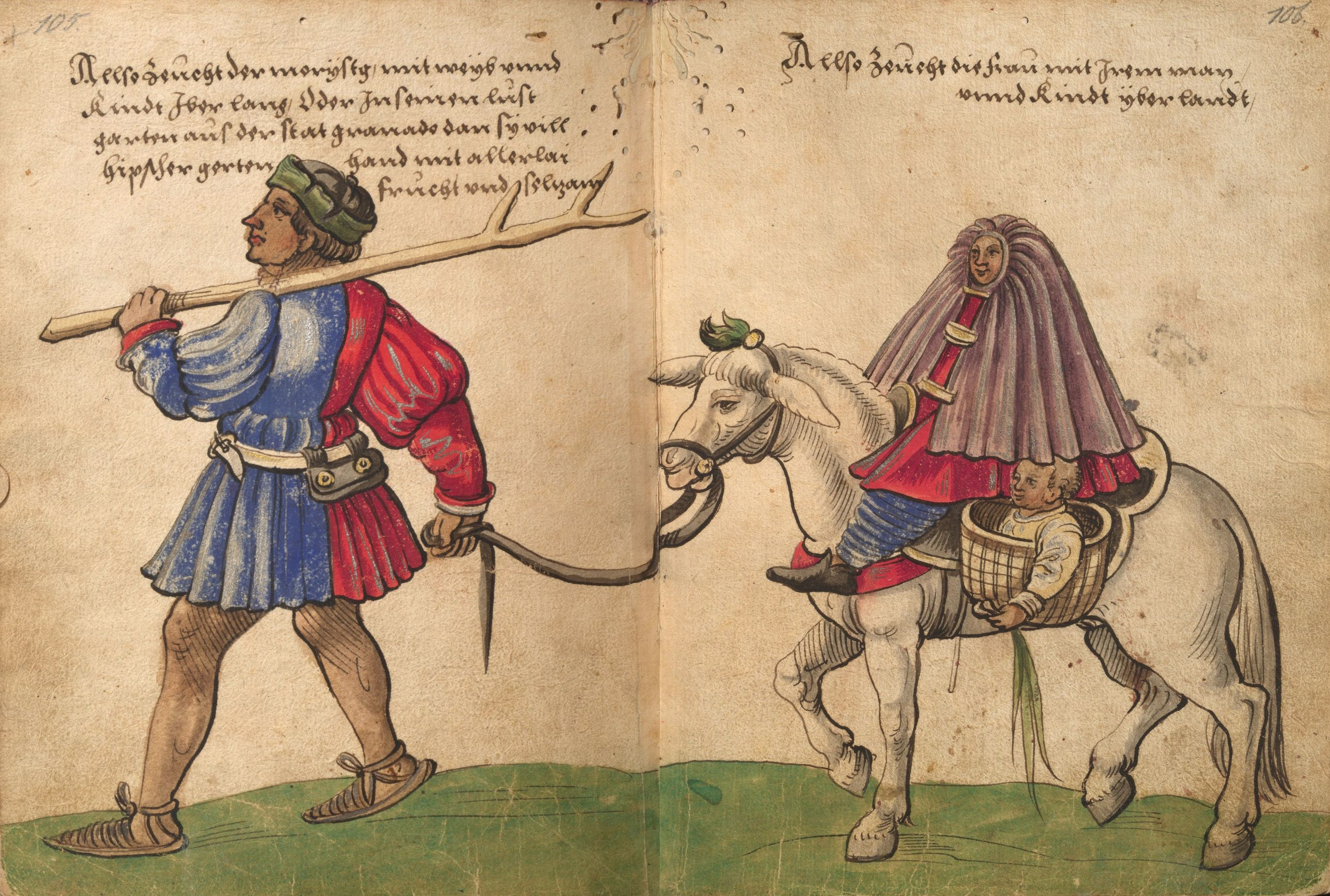
رسم لعائلة عربية لكريستوف ويتز (1529)

## آثار الحادثة
مع نهاية عام 1501، انتهت الثورة. لم يتسلم المسلمون بعد الآن الحقوق التي ضمنتها معاهدة غرناطة وتلقوا الخيارات التالية: 1- التنصير والبقاء. 2- رفض التنصير والتعرض للقتل أو الإستعباد. 3- المنفى. ونظرًا للضريبة الباهظة المفروضة للخروج من إسبانيا، كان التنصير الخيار المنطقي الوحيد أمامهم. لذلك، بعد عقد واحد فقط من سقوط إمارة غرناطة، أصبح جميع سكان غرناطة اسميًا مسيح. كانوا يُلقبون بـ «مسيح جدد» أو «مورسكيون». رغم تبنيهم للمسيحية، حافظوا على عاداتهم التي تشمل لغتهم وأسمائهم وطعامهم وردائهم وحتى بعض مناسباتهم. كما أن البعض مارس الإسلام بالسر. بالمقابل، أقام الحكام الكاثوليك سياسات قاسية ومتعصبة لكي يتخلصوا من هذه العادات. بلغت هذه السياسات أوجها في عصر فيليب الثاني الذي أرغم العرب على ترك عاداتهم وثيابهم ولغتهم مما أطلق ثورة البشرات الثانية.

## هوامش
1. 1 2  Coleman، David (25 سبتمبر 2003). Creating Christian Granada: Society and Religious Culture in an Old-World Frontier City, 1492–1600. Cornell University Press. ص. 6. ISBN:0-8014-4111-0. مؤرشف من الأصل في 2017-02-19. Outraged by Cisneros's efforts and his reported use of torture, Granada's Muslims in December 1499 rose up in an open rebellion that quickly spread to the nearby Alpujarras Mountains.
2. 1 2  Lea 1901، صفحة 33.
3. 1 2 3  Carr 2009، صفحة 59.
4. ↑  Carr 2009، صفحة 40.
5. ↑  Carr 2009، صفحات 51–57.
6. ↑  Carr 2009، صفحات 57–58.
7. 1 2  Carr 2009، صفحات 58–59.
8. ↑  Carr 2009، صفحات 59–60.
9. ↑  Carr 2009، صفحات 60–61.
10. 1 2 3 4 5  Carr 2009، صفحة 63.
11. 1 2 3 4  Harvey 2005، صفحة 35.
12. 1 2  Harvey 2005، صفحة 36.
13. ↑  Carr 2009، صفحات 63–64.
14. 1 2  Lea 1901، صفحة 38.
15. ↑  مارمول كاربخال: Historia del [sic] Rebelión y Castigo de los Moriscos de Reino de Granada IV-xxvii;
16. ↑  Lea 1901، صفحة 39.
17. ↑  Carr 2009، صفحة 65.
18. ↑  Lea 1901، صفحة 40.
19. ↑  Lea 1901، صفحة 227.